# PICT (informática)
PICT es un formato de archivo de gráficos introducido para las computadoras de Apple Macintosh como su estándar de metarchivo de formato. Permite el intercambio de gráficos (tanto de mapa de bits y vectoriales), con algunos límites en el soporte de texto. Fue el formato nativo de gráficos de QuickDraw.
El formato de archivo PICT consiste esencialmente en el serializado de códigos de operación de QuickDraw. La versión original, PICT 1, fue diseñado para ser lo más compacto posible, al describir gráficos vectoriales. Para ello, se contó con un solo byte "opcodes", muchos de los cuales encarna operaciones tales como "hacer la operación anterior de nuevo". Muy eficiente para el consumo de memoria, pero poco ampliable. Con la introducción de la Macintosh II y QuickDraw Color, PICT evolucionó a la versión 2. Esta versión contó con códigos de 16 bits de operación y de cambios que ha mejorado su utilidad. En cambio, PICT 1 "opcodes" se admite como un subconjunto de compatibilidad con versiones anteriores.
Dentro de una aplicación de Mac, cualquier secuencia de las operaciones de dibujo podría ser simplemente registrado/a para codificar el formato PICT mediante la apertura de una "Imagen", luego de cerrar después de emitir los comandos necesarios.
Con el cambio de OS X y de la interrupción de QuickDraw, PICT fue abandonado por el Formato de Documento Portátil (PDF) como formato nativo de metarchivo, aunque PICT es considerada por muchas aplicaciones, ya que era compatible con Classic Mac OS.

## Leer más
Inside Macintosh: Imaging With QuickDraw. Apple Computer, Inc. 1994. Consultado el 11 de marzo de 2015.